# Amos Cardarelli
Amos Cardarelli (Monterotondo, 6 marzo 1930 – Roma, 1º luglio 2018) è stato un calciatore e allenatore di calcio italiano, di ruolo difensore.

## Carriera
Nel corso della sua carriera ha disputato 11 campionati di Serie A con Roma, Udinese, Inter e Lecco, totalizzando complessivamente 259 presenze e 3 reti. Ha inoltre ottenuto 37 presenze e 1 rete in Serie B nella stagione 1951-1952, annata in cui vinse il campionato cadetto nella file della Roma.
Fu anche convocato nella nazionale olimpica per prendere parte al torneo di Helsinki 1952, ma non scese mai in campo.

## Palmarès

### Giocatore

#### Competizioni nazionali
- Campionato italiano di Serie B: 1

Roma: 1951-1952

### Allenatore

#### Competizioni nazionali
- Campionato italiano Serie D: 1

ALMAS: 1977-1978 (girone F)